# مارك يانسن
مارك يانسن (بالهولندية: Mark Jansen)‏ (و. 1978  م) هو عازف قيثارة، ومغني هولندي، وهو عضوٌ في إبيكا.

## التعليم
تعلم في جامعة ماسترخت.

## روابط خارجية
- مارك يانسن على موقع IMDb (الإنجليزية)
- مارك يانسن على موقع ميوزك برينز (الإنجليزية)
- مارك يانسن على موقع ديسكوغز (الإنجليزية)
- مارك يانسن على موقع قاعدة بيانات الفيلم (الإنجليزية)